# 分裂溝

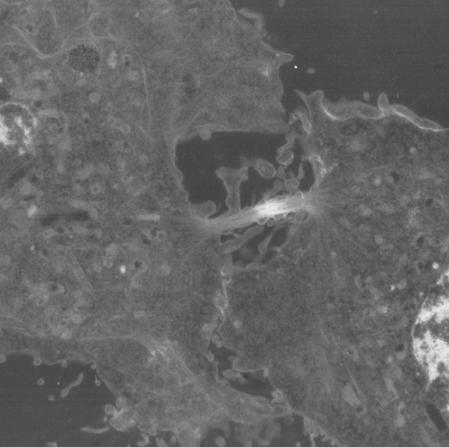
この電顕像では、分裂溝が細胞をほぼ完全に切り離そうとしている。

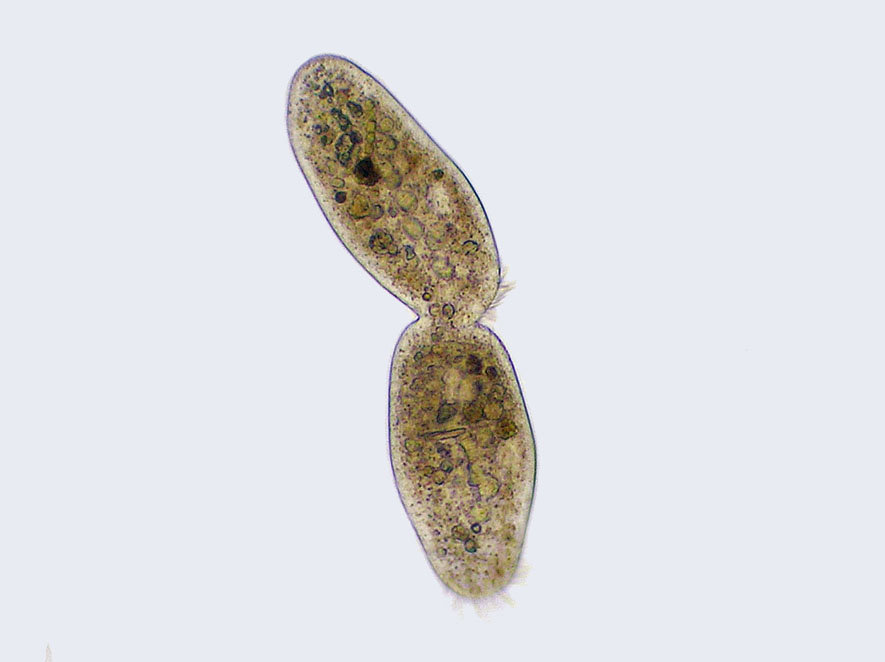
二分裂の最終過程にある繊毛虫。分裂溝がはっきりと見えている。

分裂溝（ぶんれつこう、英: cleavage furrow）は、細胞の分裂の進行を開始する細胞表面のくぼみである。動物や一部の藻類の細胞では分裂溝形成過程によって細胞質分裂が行われ、膜が最終的に切り離される。分裂溝の形成過程を開始するタンパク質は、筋収縮と同じくアクチンとミオシンであり、これらがアクトミオシンリング（収縮環）を形成する。この過程には、他の細胞骨格タンパク質やアクチン結合タンパク質も関与している。

## 機構
植物細胞と動物細胞では細胞質分裂の機構は同じではないものの、2つの機構は完全に異なるものでもない。動物細胞は細胞膜の赤道面領域にアクチンとミオシンからなる収縮環を形成し、これが収縮することで分裂溝が形成される。植物細胞では、細胞壁の赤道面においてフラグモプラストの微小管の作用によってゴルジ体由来の分泌物から細胞板もしくは隔壁が形成される。動物細胞の分裂溝と植物細胞のフラグモプラストは、どちらも微小管とマイクロフィラメントから構成される複雑な構造であり、2つの同一な娘細胞への分割の最終段階を補助する構造である。

## 細胞周期
細胞周期において、DNA複製が行われる間期に細胞は成長して有糸分裂の開始に備える。有糸分裂の開始段階である前期には紡錘糸が出現する。紡錘糸から形成される紡錘体は微小管、マイクロフィラメント、そしてさまざまなタンパク質の複雑なネットワークから構成されている。中期には染色体は紡錘体によって細胞中央の赤道板上に整列する。後期に染色体は両側の極へ移動するが、この時点では染色体はセントロメアを介して紡錘糸へ接着したままである。動物細胞の分裂溝の形成は収縮環と呼ばれるアクチンとミオシンからなるリングによって引き起こされ、収縮環は後期の序盤に形成される。細胞の分裂は、このアクチンとミオシンという2つのモータータンパク質によって駆動され、これらは筋収縮に関与するタンパク質と同じである。細胞の分裂時に収縮環は収縮して細胞質を締め付け、そして2つの娘細胞が摘み出される。有糸分裂の最終段階である終期には、分裂溝は紡錘糸を用いて細胞間のブリッジを形成する。ホスファチジルエタノールアミンはこの時期に細胞外に露出していることが示されており、細胞膜と収縮環の協調的運動に関与している可能性が示唆されている。細胞質分裂時にこのブリッジは破壊され、細胞膜は再び密封（シーリング）されて2つの同一な娘細胞が形成される。こうしたブリッジの破壊は微小管によって媒介され、膜のシーリングにはゴルジ小胞のカルシウム依存的エキソサイトーシスが関与している。植物細胞の隔壁形成と動物細胞の分裂溝による機構には類似性がみられ、どちらも分割と運動のための微小管とマイクロフィラメントに加えて、膜のシーリングと細胞骨格ネットワークの形成のためにゴルジ体からの小胞分泌を必要とする。動物細胞における分裂溝による機構は、アクチンとミオシンフィラメント、ゴルジ小胞とカルシウム依存性チャネルの複雑なネットワークであり、それによって細胞を分離して完全な膜を有する新たな娘細胞を形成することが可能となっている。

## 関連文献
- Raven, P.H.; Evert, R.F.; Eichhorn, S.E. (2005). Biology of Plants (7th ed.). New York: W.H. Freeman. ISBN 0-7167-1007-2
- Schroeder TE (May 1972). “The contractile ring. II. Determining its brief existence, volumetric changes, and vital role in cleaving Arbacia eggs”. J. Cell Biol. 53 (2):  419–34. doi:10.1083/jcb.53.2.419. PMC 2108733. PMID 5063470.